# This Is the Remix (álbum de Destiny's Child)
This Is the Remix es el segundo álbum de remezclas del grupo estadounidense de R&B Destiny's Child. Lanzado en Estados Unidos el 12 de marzo de 2002 por Columbia Records, el álbum recopila remezclas de R&B contemporáneo y dance lanzadas anteriormente de canciones que originalmente figuraban en los primeros tres álbumes de estudio de la banda: Destiny's Child (1998), The Writing's on the Wall (1999) y Survivor (2001). El álbum también incluye una nueva canción: "Heard a Word", una canción en solitario interpretada por la miembro Michelle Williams. El título del álbum es una referencia a la letra de la primera canción "No, No, No Parte II".
Tras su lanzamiento, This Is the Remix recibió una recepción crítica generalmente mixta. Alcanzó el puesto número 29 en el Billboard 200 y el número 8 en el New Zealand Albums Chart. En el Reino Unido, el álbum alcanzó el puesto número 25 y fue certificado disco de Oro.

## Antecedentes
This Is the Remix es una recopilación de remixes lanzados anteriormente por Destiny's Child. Varias canciones del álbum difieren de los remixes tradicionales en que utilizan voces alternativas regrabadas. Estas incluyen: "No, No, No (Part II)", "Bootylicious (Rockwilder Remix), "Bug A Boo" (Refugee Camp Remix), "Emotion (Neptunes Remix)" y "Say My Name (Timbaland Remix)".
El álbum incluye tres remixes de baile de Maurice Joshua: "Bills, Bills, Bills" (Maurice's Xclusive Livegig Mix)", "Nasty Girl (Azza's Nu Soul Mix)" y "So Good (Maurice's Soul Remix)", siendo este último el que tiene voces regrabadas. "Bug a Boo (Refugee Camp Remix)" es una versión editada del remix incluido originalmente en el lanzamiento del sencillo, eliminando todas las referencias a los exmiembros Luckett y Roberson. El remix de "Jumpin' Jumpin'" combina el "So So Def Remix" de la canción, con las integrantes originales LeToya Luckett y LaTavia Roberson, con "Maurice's Jumpin Retro Mix", que contiene las voces de Michelle Williams y Farrah Franklin.

## Crítica
El editor de AllMusic, William Ruhlmann, consideró que "normalmente, la palabra remix es demasiado modesta para describir lo que han hecho artistas como The Neptunes, Rockwilder y Timbaland. Si bien conservan solo lo más básico de las grabaciones originales, han creado pistas musicales completamente nuevas [...] y, en su mayor parte, los resultados son todos buenos [...] Estas versiones no solo son diferentes; por lo general, son mejores que las originales". Sal Cinquemani de Slant Magazine consideró que "la colección muestra la capacidad inquebrantable del trío de R&B para producir los estribillos pop más contagiosos y muy bien podría ser un paquete prematuro de grandes éxitos [...] pero el conjunto no se calienta hasta la mitad de la pista 10 con un trío de mezclas de club de Maurice Joshua [...] ¿Estafa para sacarte dinero? Sí. ¿Buena diversión? Por supuesto".
Tony Naylor de NME llamó a This Is the Remix "una pieza cínica de marketing para hacer dinero que [nos] indignaría si no fuera tan triste y predeciblemente mediocre". Consideró que "la versión de Timbaland de "Say My Name" está bien, no más, The Neptunes demuestran, una vez más, que solo brillan de verdad en tándem con Kelis. Solo Rockwilder y una Missy Elliot menos freak realmente mejoran su juego, produciendo una versión interestelar de "Bootylicious".  Craig Seymou de Entertainment Weekly escribió que "este conjunto de éxitos que presenta en gran parte mezclas lanzadas anteriormente por Missy Elliott, The Neptunes, el gurú del house Maurice Joshua y otros, es demasiado, demasiado tarde. "Estos cortes tan repetidos son más apropiados para el retiro que para la reconsideración".

## Rendimiento comercial
El tercer lanzamiento de larga duración de la banda en menos de doce meses, This Is the Remix debutó en el puesto número 29 en el Billboard 200 estadounidense en la semana del 20 de marzo de 2002, vendiendo 38.000 copias en su primera semana de lanzamiento. Para noviembre de 2004, el álbum había vendido 249.000 unidades en los EE. UU., según Nielsen Soundscan.

## Lista de canciones
| Standard edition |                                                                                          |                       |          |  |
| N.º              | Título                                                                                   | Producer(s)           | Duración |  |
| 1.               | «No, No, No Part 2» (Extended Version) (con Wyclef Jean)                                 | Jean                  | 4:03     |  |
| 2.               | «Emotion» (The Neptunes Remix)                                                           | The Neptunes          | 4:15     |  |
| 3.               | «Bootylicious» (Rockwilder Remix) (con Missy Elliott)                                    | Rockwilder            | 4:12     |  |
| 4.               | «Say My Name» (Timbaland Remix) (con Static Major)                                       | Timbaland             | 5:01     |  |
| 5.               | «Bug a Boo» (Refugee Camp Remix) (con Wyclef Jean)                                       | Briggs                | 3:48     |  |
| 6.               | «Dot» (The E-Poppi Mix)                                                                  | McCalla               | 3:58     |  |
| 7.               | «Survivor» (Remix Extended Version) (con Da Brat)                                        | Dent                  | 3:24     |  |
| 8.               | «Independent Women Part II»                                                              | B. Knowles            | 3:42     |  |
| 9.               | «Nasty Girl» (Azza's Nu Soul Remix)                                                      | Craig "Azza" Simpkins | 5:17     |  |
| 10.              | «Jumpin', Jumpin'» (Remix Extended Version) (con Da Brat, Jermaine Dupri & Lil' Bow Wow) | B. Knowles            | 7:16     |  |
| 11.              | «Bills, Bills, Bills» (Maurice's Xclusive Livegig Mix)                                   | Joshua                | 3:23     |  |
| 12.              | «So Good» (Maurice's Soul Remix)                                                         | Joshua                | 4:59     |  |
| 13.              | «Heard a Word»                                                                           | Buster & Shavoni      | 4:57     |  |

| Alternate track on international editions |                                                   |             |          |  |
| N.º                                       | Título                                            | Producer(s) | Duración |  |
| 9.                                        | «Nasty Girl» (Maurice's Nu Soul Remix Radio Edit) | Joshua      | 4:08     |  |

| Japanese bonus tracks |                                                              |             |          |  |
| N.º                   | Título                                                       | Producer(s) | Duración |  |
| 14.                   | «Independent Women Part I» (Joe Smooth 200 Proof 2 Step Mix) | Joe Smooth  | 4:18     |  |
| 15.                   | «Bootylicious» (Ed Case Refix)                               | Ed Case     | 4:45     |  |

Samples
- "No, No, No Part 2 (Extended Remix)" contiene elementos de "Strange Games and Things" escrita por Barry White.
- "Bug a Boo (Refugee Camp Remix)" contiene un sample de "Part Time Suckers" escrita por Lawrence Parker.
- "Independent Women Part II" contiene elementos de "Peabody's Improbable History" escrita por Frank Comstock.

## Charts
| Chart (2002)                                          | Peak position |
| ----------------------------------------------------- | ------------- |
| Australia (ARIA)                                      | 43            |
| Australia Australian Urban Albums (ARIA)              | 5             |
| Austria (Ö3 Austria)                                  | 47            |
| Bélgica (Ultratop flamenca)                           | 24            |
| Canadá Canadian Albums (Nielsen SoundScan)            | 51            |
| Canadá Canadian R&B Albums (Nielsen SoundScan)        | 19            |
| Países Bajos (Album Top 100)                          | 27            |
| Unión Europea European Top 100 Albums (Music & Media) | 50            |
| Francia (SNEP)                                        | 54            |
| Alemania (Offizielle Top 100)                         | 43            |
| Irlanda (IRMA)                                        | 59            |
| Japón (Oricon)                                        | 60            |
| Nueva Zelanda (Recorded Music NZ)                     | 8             |
| Escocia (Scottish Albums Chart)                       | 32            |
| Suiza (Schweizer Hitparade)                           | 43            |
| Reino Unido (UK Albums Chart)                         | 25            |
| Reino Unido (UK R&B Albums)                           | 8             |
| Estados Unidos (Billboard 200)                        | 29            |
| Estados Unidos (Top R&B/Hip-Hop Albums)               | 19            |

### Year-end charts
| Chart (2002)                                   | Position |
| ---------------------------------------------- | -------- |
| Canadá Canadian R&B Albums (Nielsen SoundScan) | 84       |